# صروعة
صروعة قرية سعودية، تقع في محافظة الجموم بمنطقة مكة المكرمة، غرب المملكة العربية السعودية. تقع في جنوب الجموم و تبعد عن الجموم ١٨ كيلو متر وعن بحره حوالى ١٧ كيلو متر
وعن مكه ٢٨ كيلو متر وعن جده حوالى ٥٥ كيلو متر